# Partido das Estradas de Gotemburgo

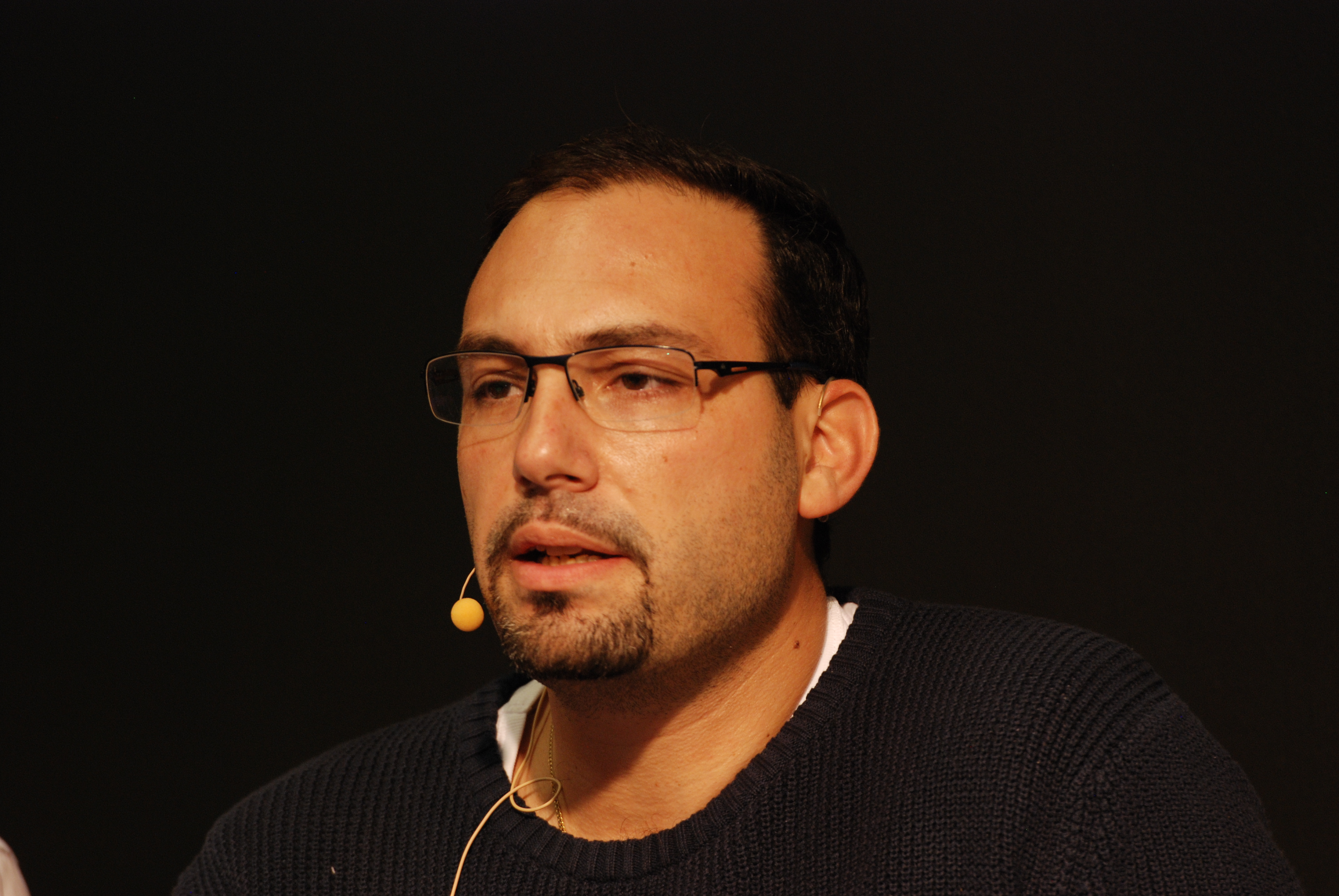
Theo Papaioannou - líder do partido.

O Partido das Estradas de Gotemburgo - em sueco Vägvalet - é um partido político local na cidade de Gotemburgo, na Suécia. 

Este pequeno partido nasceu como protesto contra o imposto sobre o trânsito no centro da cidade - em sueco trängselskatt - que é uma tarifação de congestionamento.

Foi fundado em 2010.

É liderado por Theo Papaioannou.